# Aquilino Iglesia Alvariño
Aquilino Iglesia Alvariño (A Pedrosa, San Xoán de Vilarente, Abadín, Lugo, 11 de junio de 1909 - Santiago de Compostela, 29 de julio de 1961). Profesor, escritor, poeta y traductor español en lengua gallega y castellana.

## Biografía
Estudió en el Seminario Santa Catalina de Mondoñedo. Entre 1935 y 1949 fue director del Colegio León XIII de Villagarcía de Arosa. Tras haber estudiado Filosofía y Letras en Santiago y obtenido una cátedra de Latín, ejerció la enseñanza de este idioma en institutos de Lugo, Pontevedra (donde coincidió con Filgueira Valverde siendo este director), y Santiago. Fue miembro de la Academia Gallega y colaborador del Instituto de Estudios Gallegos Padre Sarmiento. Tradujo al gallego textos de autores clásicos (Horacio, Teócrito, Tibulo), y también, además de a la enseñanza, dedicó su vida a la creación poética.
Su poesía se inscribe dentro de la corriente iniciada por Noriega Varela que dio en llamarse humanismo paisajista o neovirgilianismo, que comparte con autores como Díaz Castro o Crecente Vega.
En su obra se percibe la huella de la poesía clásica, del saudosismo portugués y, en menor medida, del imaginismo heredado de Amado Carballo y del creacionismo de Manuel Antonio. Los temas recurrentes en su poesía son el dolor existencial y el paisaje. Antes de la guerra civil publicó «Señardá» (1930), un poemario formado por sonetos en el que el tema principal es el dolor; y «Corazón ao vento» (1933), que presenta una mayor apertura hacia el vanguardismo.
En 1947 aparece «Cómaros Verdes», primer libro publicado en gallego tras la guerra* (algo que sostienen muchos manuales aunque lo cierto es que se adelantó un año <<Brétemas Mariñás>> del betanceiro Celestino Luis Crespo), en el que abandona la rima empleando preferentemente el endecasílabo blanco y se sumerge en un paisajismo en el que la soledad es un tema fundamental. En «Día a día» (1960) domina la actitud existencial con continuas referencias al pasado y en un tono grave y reflexivo. Con «Lanza de Soledá» (1961) vuelve al soneto y la temática se centra en la angustia humana en medio de una "Noche" simbólica en la que la contraposición luz/sombra tiene gran importancia. En ese mismo año publica también «Nenias», poemas homenaje a autores gallegos y foráneos, modernos y antiguos, que van desde Catulo hasta Rosalía.

## Homenajes
Se le dedicó el Día de las Letras Gallegas de 1986.
El viernes, 12 de julio de 2009, coincidiendo con el centenario de su nacimiento, el Ayuntamiento de Abadín, y varios escritores, junto con el club PEN Galicia, celebraron una recepción de autoridades y descubrieron una placa conmemorativa en la casa natal del poeta.

## Obra

### Poesía
- Señardá (Lugo, 1930).
- Corazón ao vento (Lugo, 1933).
- Contra el ángel y la noche (Buenos Aires: Emecé, 1941).
- Cómaros verdes (Villagarcía de Arosa: Celta, 1947).
- De día a día (Villagarcía de Arosa: Celta, 1960).
- Nenias (Vigo: Galaxia, 1961).
- Lanza de soledá (Orense: Editora Comercial, 1961).
- Leva o seu cantare (Villagarcía de Arosa: Celta, 1964).
- Cantares de Meis (Meis Poio, 1965).

### Traducciones
- Horacio, Carmina (Madrid: CSIC, 1950).
- Plauto, A comedia da oliña (Vigo: Galaxia, 1962).

### Ensayos
- Noriega Varela, poeta da montaña (Vigo: Galaxia, 1969).
- A lengua dos poetas do Norte de Lugo (La Coruña: Pubricaciones de la Real Academia Gallega, 1964).
- "Lengua e estilo de Cabanillas" Obras completas de Ramón Cabanillas (Buenos Aires: Galicia, 1959).